# Windmühle Dedesdorf
Die Windmühle Dedesdorf (auch Hochzeitsmühle Ursel oder Oldendorfer Mühle) in der niedersächsischen Gemeinde Loxstedt, Ortsteil Dedesdorf/Landwürden, Zur Windmühle 46, im Landkreis Cuxhaven, stammt aus der Mitte des 19. Jahrhunderts. Aktuell (2024) wird sie saniert.
Das Gebäude steht unter Denkmalschutz (siehe auch Liste der Baudenkmale in Loxstedt).

## Geschichte
Der Mühlenstandort ist seit 1584 dokumentiert.
Die Gebäudegruppe Mühlenhof besteht aus
- der Galerieholländermühle von 1847 mit achteckigem dreigeschossigen Backsteinunterbau, gegliedert durch Lisenen, der hölzernen Galerie und darüber ein dreigeschossiger reetgedeckter Mühlenkopf mit Haube, Segelflügeln und Steert, gebaut für die Müllerfamilie Christian Blanke, die sie bis 1994 betrieb; zuvor stand hier eine ältere Bockwindmühle,[2]
- dem zweigeschossigen giebelständigen Wohnhaus vom Ende des 19. Jh. in Backstein auf Drempel mit flach geneigtem schiefergedeckten Satteldach und segmentbogigen Öffnungen sowie sparsamem Fassadenschmuck[3]
- und der langgestreckten Scheune von um 1890 in Backstein mit segmentbogigen Öffnungen, schlichtem Backsteinschmuck, längs- und außermittiger Quereinfahrt sowie drempelartiger Wandüberhöhung.[4]

Sie zählt zu den ältesten Galerieholländern im Kreis Cuxhaven und trug landläufig auch den Namen Graue Griese. Die Müllerfamilie Blanke verkaufte sie 1995 an Ursel Sanders, die sie um 1998 sanierte. Sie war dann ein beliebter Treffpunkt, mit Café und Ausstellungen. Seit um 2008 stand sie leer, bis 2023/24 wieder Sanierungsarbeiten begonnen haben. Als Hochzeitsmühle Ursel ist sie auch eine Außenstelle des Standesamtes Loxstedt. Sie ist die Nr. 24 auf der Niedersächsischen Mühlenstraße – Landkreis Cuxhaven.
Das Landesdenkmalamt befand u. a.: „… Erhaltung des Mühlenhofs liegt aus geschichtlichen und städtebaulichen Gründen wegen des orts-, wirtschafts- und technikgeschichtlichen, gebäudetypischen, orts- und landschaftsbildprägenden Zeugniswerts im öffentlichen Interesse ….“